# Chaisson Allen
Chaisson Stewart Allen (Murfreesboro, 1º giugno 1989) è un ex cestista e allenatore di pallacanestro statunitense.